# Postcyberpunk
Există mai multe subgenuri derivate ale (sub)genului Cyberpunk, dintre care cel mai important, posibil, este postcyberpunk.
Postcyberpunk este un gen științifico-fantastic care a apărut din mișcarea cyberpunk. Ca și predecesorul său, postcyberpunk-ul își concentrează atenția cu privire la evoluțiile tehnologice în cadrul societății din viitorul apropiat. În lucrările postcyberpunk sunt examinate frecvent efectele sociale cauzate de răspândirea mijloacelor de comunicare, a geneticii și/sau nanotehnologiei. Spre deosebire de cyberpunk-ul "clasic" personajele principale încearcă să îmbunătățească societatea, sau cel puțin să protejeze status quo-ul de o degradare ulterioară.

## Exemple
Exemple de scrieri postcyberpunk sunt Islands in the Net de Bruce Sterling, The Diamond Age (Era de diamant) și Cryptonomicon de Neal Stephenson sau Holy Fire de Bruce Sterling, sau, în televiziune, Ghost in the Shell: Stand Alone Complex. În 2007, scriitorii de literatură științifico-fantastică James Patrick Kelly și John Kessel au publicat antologia Rewired: The Post-Cyberpunk Anthology. 